# Historia logiki

## Logika starożytna
Szeroko rozpowszechniony był niegdyś pogląd uważający za twórcę logiki Sokratesa. Opinia ta oparta była na pracach Arystotelesa, który w Metafizyce uznawał go za twórcę rozumowania indukcyjnego i definicji. Pogląd ten uznaje się obecnie za błędny, pomimo bowiem faktu, że Sokrates używał w praktyce indukcji i dążył do określenia znaczenia pojęć, to nie ujmował ich teoretycznie. Tym samym nie można go uznać za twórcę tych pojęć.

### Logika Arystotelesa
Arystoteles uprawiał przede wszystkim filozofię, logikę traktował jako narzędzie (stgr. ὄργανον organon) używane do prowadzenia sporów retorycznych głównie z sofistami, a także umożliwiające wyciąganie wniosków za pomocą sylogizmów co było pomocne w zdobywaniu wiedzy naukowej. Logika nie była traktowana jako nauka ani jako system, jednak Arystoteles dał podstawy do rozwoju logiki jako odrębnej dyscypliny badawczej rozwijając takie zagadnienia jak: definiowanie, klasyfikowanie logiczne, wnioskowanie indukcyjne, czy pojęcie dowodu. Stagiryta podał także trzy zasady, nazywane czasem najwyższymi prawami myślenia: zasadę tożsamości, zasadę sprzeczności oraz zasadę wyłączonego środka.

### Logika megarejska i logika stoicka
Logika megarejska, nazywana nieraz dialektyką służyła sztuce prowadzenia sporów, rozmów spekulatywnych, zapoczątkował ją uczeń Sokratesa Euklides z Megary. Z jego twórczości korzystali także Platon, Antystenes i Arystyp. Megarejczycy dociekali trudności w prowadzeniu dyskusji, poszukiwali trudności, subtelności i paradoksów, np. ile trzeba mieć włosów, żeby być zaliczonym do łysych? - w tej zagadce, czy zabawie słownej zwraca się uwagę na trudność w używaniu nazw nieostrych.

### System logiki Chryzypa
Zenon z Kition i Chryzyp pracowali nad stworzeniem ogólnej teorii implikacji. Na podstawie badań megarejczyków i stoików wyrósł tzw. rachunek zdań stoików obejmujący obszerny fragment współczesnego rachunku zdań. Zawiera ona główne twierdzenia dotyczące implikacji. Logika zdań jest bardziej abstrakcyjna od wyprzedzającej ją sylogistyki.

### Okres rzymski
W okresie starożytnego Rzymu znaczące dzieła logiczne pisali Galen oraz Porfiriusz.

## Średniowiecze
We wczesnym średniowieczu doszło do zerwania ciągłości tradycji i starożytna wiedza na temat logiki na Zachodzie uległa zapomnieniu. Niektóre prace przetrwały dzięki tłumaczeniom na język arabski czy hebrajski, i w późniejszych wiekach (od odrodzenia XII wieku) były ponownie odkrywane przez uczonych zachodnich. Starożytna tradycja logiczna została przekazana także w pracach Boecjusza. Jego tłumaczenia (wraz z komentarzem) Isagoge Porfiriusza, Kategorii i O interpretacji Arystotelesa, były jednymi z nielicznych prac logicznych znanych szeroko przed XII w. Do prac oryginalnych Boecjusza należały De Topicis Differentiis (odwołujące się do prac Temistiusza i Cycerona) oraz De divisione.
Wiek XII przyniósł szerokie odrodzenie intelektualne i powrotne przyswojenie wielu prac starożytnych. Od XIII wieku logika oparta na pracach znanych przed renesansem XII wieku określana była jako stara logika (logica vetus), w odróżnieniu od nowej logiki (logica modernorum).
Od tego okresu logika przestała być jedynie komentowaniem starożytnych autorów. Od czasów Abelarda, przez cały wiek XIV rozwijają się nowe gałęzie logiki. Jej zastosowania były bardzo różnorodne. Np. celem Ars generalis ultima Rajmunda Llulla było zastosowanie logiki do nawracania muzułman.
Zdaniem Józefa Marii Bocheńskiego późne średniowiecze, obok starożytnej Grecji w latach 350-200 p.n.e. oraz współczesności, stanowi jeden z trzech okresów największego rozwoju tej dyscypliny.

## Logika nowożytna
Potrzeby nowoczesnej matematyki stanowiły przyczynę rozwoju nowożytnych rachunków logicznych. Najważniejsza zdobycz nowoczesnej logiki, czyli rachunek kwantyfikatorów nie powstał w ramach dalszego rozwijania logiki starożytnej. Narodził się w ścisłym związku ze specyficznie nowożytnymi rozważaniami matematycznymi związanymi z działaniami nieskończonymi a w szczególności pojęciami ciągłości i granicy, podstawowymi dla analizy matematycznej. Tak więc pojęcia pochodnej i całki od chwili swojego powstania w rozważaniach Newtona i Leibniza przez przeszło półtora wieku pozostają pojęciami intuicyjnie zrozumiałymi, choć pozbawionymi właściwych definicji w sensie obecnych wymagań. Rozważania o wielkościach nieskończenie małych robią wrażenie bałamutnych spekulacji. Mimo to właściwość wyników tych rozważań świadczy, iż twórcy tych pojęć właściwie rozumieli ich sens. Rozumienie wyprzedza więc zdolność formalnie precyzyjnego formułowania.
Dopiero półtora wieku wyrobienia myślowego w algebraicznym operowaniu tymi pojęciami doprowadziło do odkrycia przez Cauchy'ego właściwej definicji granicy ciągu nieskończonego. Jest to jeden z pierwszych kroków w historii, gdy zaczyna się jawnie i świadomie stosuje się pojęcie kwantyfikatora. Wcześniej od Chauchy'ego i bardziej konsekwentnie używał zwrotów kwantyfikatorowych Bernard Bolzano. Jednakże Bolzano nie wywarł znaczącego wpływu na naukę matematyki w swej epoce. W swoich badaniach koncentrował się na rozważaniach filozoficznych.

## Literatura dodatkowa
- T. Kotarbiński, Wykłady z dziejów logiki.
- T. Kwiatkowski, Szkice z historii logiki ogólnej.